# The Fighter
The Fighter er en amerikansk biografisk film fra 2010, instrueret af David O. Russell med Christian Bale og Mark Wahlberg i hovedrollerne. Filmen er baseret på den sande historie om boksebrødrene Dicky Eklund (Bale) og Micky Ward (Wahlberg). Eklund var bokser i slutningen af 1970'erne og begyndelsen ag 1980'erne, men blev afhængig af narkotika. Efter at Eklund havnede i fængsel, gjorde Ward karriere som bokser. The Fighter er Russell og Wahlberg's tredje film sammen, efter Three Kings I Heart Huckabees.
Filmen er nomineret i flere kategorier under Golden Globe-uddelingen, for bedste film, bedste instruktør, bedste mandlige birolle og to nomineringer for bedste kvindelige birolle (Adams og Leo).
Filmen havde premiere i USA 10. december 2010 og i Danmark den 10. februar.

## Handling
Micky Ward (Mark Wahlberg) er en 30-årig irsk-amerikansk weltervægt bokser fra en arbejderklasse familie i Lowell i Massachusetts i USA. Hans mor, Alice Ward (Melissa Leo) er hans manager og hans ældre halvbror, Dicky Eklund (Christian Bale) er hans træner. Micky har ikke haft en særlig succesfuld karriere, andet end at har hjulpet andre krigere til at bygge sig en karriere op. Dicky er en tidligere bokser, som lykkedes at banke Sugar Ray Leonard i gulvet 14 år tidligere, men som nu er afhængig af crack kokain og er upålidelig. Dicky var kendt som "Lowell's stolthed", som han og hans mor genoplever og praler af. Folk fra HBO følger Dicky og laver en dokumentarfilm om ham, som han mener vil føre til et comeback, men er i virkeligheden dokumenteren om de faktiske forhold i hans crack kokain-misbrug.
Alice synes at favorisere Dicky frem for Micky, og vælger at ignorere hendes ældre søns stofmisbrug. Om natten før en planlagt undercard kamp i Atlantic City i en HBO tv-kamp, bliver Mickys modstander sat af kampen på grund af sygdom og en næsten 9 kg tungere modstander bliver erstattet som stedfortræder. Alice og Dicky beslutter at Micky stadig skal deltage i kampen, fordi de ønsker præmiepengene og han taber stort til den langt tungere kæmper i en stor mismatch kamp. Frustreret over sin karriere og flov over sit nederlag, forsøger Micky at trække sig tilbage fra branchen og møder Charlene Fleming (Amy Adams) som han danner et forhold med. Hun er en tidligere college atlet, men droppede ud og blev bartender.
Adskillige uger senere, arrangerer Alice en anden kamp til Micky, men han tøver og er bange for, at det vil blive som før. Yderligere stress er forårsaget af det faktum, at Alice og syv søstre beskylder Charlene for hans manglende motivation. Micky nævner, at han modtog et tilbud om at træne i Las Vegas, men Dicky mener, at han kan tilbyde ham det samme beløb, hvis han fortsætter med at træne med familien. Dicky forsøger derefter at få penge ved at få sin kæreste til at spille prostitueret, og derefter, da hun henter en klient, udgiver han sig for at være en politibetjent for at kunne stjæle kundens bil. Dette bliver hurtigt forpurret da det rigtige politi dukker op og anholder Dicky efter en jagt og en kamp med ham. Micky forsøger at gribe ind under anholdelsen for at forhindre politiet i at slå sin bror, men han bliver også slået og får med intention brækket sin hånd af en politibetjent, før da anholder ham. Under retssagen bliver Micky frigivet, men Dicky bliver sendt i fængsel. Micky fordømmer Dicky for de vanskeligheder, han forårsagede.
Aftenen HBO-dokumentaren bliver sendt er Dick, der sidder i fængsel og hans familie forfærdede over at se den hedder High on Crack Street: Lost Lives in Lowell, en dokumentarfilm om, hvordan stofmisbruget har ruineret Dickys karriere og liv. Som resultat begynder Dicky at træne og få styr på sit liv i fængslet. Micky bliver overtalt af sin far til at starte boksningen igen. Hans far mener som så mange andre, at Alice og Dicky har haft en dårlig indflydelse. Ved at samle øvrige medlemmer til sit træningshold og ved at finde en ny leder, Sal LoNano bliver han overbevist om at med at gå tilbage til boksningen med den udtrykkelige forudsætning, at hans mor og bror ikke længere vil være involveret. De giver Micky mindre kæmpere for at hjælpe ham til at genvinde sin selvtillid. Han bliver derefter tilbudt en anden vigtig kamp på HBO mod en ubesejret lovende bokser. Under et fængselsbesøg, rådgiver Dicky Micky om hvordan man bedst besejrer sin modstander, men Micky føler, at hans bror er ved at blive egoistisk og bare prøver at genstarte sin egen mislykkede karriere. Under selve kampen, bliver Micky næsten overrumplet i starten, men husker hans brors råd og bruger hans strategi, hvilket giver ham triumf og han vinder titlen på teknisk knock out. 
Efter sin løsladelse fra fængslet, mødes Dicky med sin mor og de tager sammen med familien over for at se Micky træne. Dicky forbereder sig på at sparre med sin bror, men Micky oplyser ham om, at han ikke længere har tilladelse til at sparre på grund af hans aftale med sin nuværende hold. I en efterfølgende diskussion forlader Charlene og hans træner ham i afsky om at Micky ville tillade at involvere sin mor og bror i forløbet. Dicky vender tilbage til sit crackhus, men vælger at sige farvel til sine venner og tager mod Charlenes lejlighed. Han fortæller en oprørt Charlene at Micky har behov for dem begge to og at de bliver nødt til at arbejde sammen. Da alle er samlet, tager holdet til London, hvor det lykkes Micky at vinde Welterwvægt-titel efter en hård kamp.
Filmen springer et par år frem til Dicky, der er mere snakkesalig end nogensinde og giver sin bror æren som værende skaberen af sin egen succes i stedet for at tage noget som helt af den, som han gjorde i sine yngre år.

## Medvirkende
- Mark Wahlberg som »den irske 'Micky Ward': Wahlberg blev valgt til at medvirke i filmen på grund af hans venskab med Ward, baseret på deres tilsvarende indre by arbejderklasse-Massachusetts-opvækst og for at være i en familie af ni børn. Wahlberg var også en stor fan af Ward og kaldte ham en "lokal sportsstjerne.""[3] Skuespilleren var også tiltrukket af filmens centrale tema, for at have en almindelig person i "en mod-alle-odds historie," som han tidligere undersøgte i Invincible.[4] For at efterligne Wards vaner og manerer, havde Wahlberg ham "på settet og for at se ham hver eneste dag."[5] Under præ-produktionen, flyttede Ward-brødrene midlertidigt ind  i Wahlbergs hjem. For at tilføje til filmens realistiske natur, nægtede Wahlberg at bruge en stunt double og tog reelle slag under kampscenerne[4], hvilket resulterede i han næsten fik sin næse brækket et par gange. Wahlberg undergik en streng bodybuilding-øvelse, som han trænede op over fire år for at opnå den muskuløse fysik til at kunne spille Ward overbevisende. "De sidste seks film jeg lavede forberedte jeg mig også hemmeligt til The Fighter på samme tid", skuespilleren fortsatte, " så jeg ville tage fri tre timer tidligere fra arbejdet og gå til gymnastik og tilbringe tre timer der. Jeg tog trænerne med mig på alle film, som jeg lavede."[6] Hans usikkerhed om filmens udvikling blev underkendt af sin vedholdenhed om at få filmen lavet. "Der var helt sikkert tidspunkter, hvor jeg ville vågne op kl. 4:30 om morgenen, du ved, min træner ville ringe med klokken, og jeg tænkte "Åh Gud, jeg må hellere få denne film lavet'. Du ved, 'dræbe nogen, hvis jeg ikke får denne film lavet'."[3] Wahlberg hyrede Freddie Roach som hans boksetræner til at hjælpe skuespilleren med at modelere Wards særlige kampstil. De sidste to år af Wahlberg's træning resulterede i opførelsen af et "dream gym" i sit hus til daglig brug, med en personlig boksering.[7] Han fik yderligere bokseforberedelse fra Manny Pacquiao.[8]
- Christian Bale som Dick "Dicky" Eklund: Efter både Brad Pitt og Matt Damon droppede fra på grund af planlægnings-konflikter, forslog Wahlberg Bale til rollen, efter et møde skuespilleren i en børnehave, som deres unge døtre begge gik i.[9] På grund af Eklunds narkotikamisbrug, måtte Bale tabe sig, som han havde erfaring med tidligere fra opgaven med at tabe 30 kilo i 2003 til The Machinist.[10] Bale forskede rollen ved at tage noter om Eklund's manerer og optagelse af samtaler[9] for figurens Boston accent. Instrukøren David O. Russell synes at Bales opgave inddragede langt mere end efterligning. "Dicky har en hel rytme til sig, en musik. Christian måtte forstå, hvordan hans sind fungerer." Russell og Eklund blev begge imponeret af Bales dedikation til at blive i rollen gennem hele filmningen.[9] Christian Bale modtog en Oscar for bedste mandlige hovedrolle for sin præstation i filmen ved Oscaruddelingen 2011.
- Amy Adams som Charlene Fleming: Russell sagde om skuespillerinden, "Der er meget få ting, som en instruktør kan råde bedre end en skuespiller, er meget motiveret i sin rolle. Amy var yderst motiveret for at spille en sexet tæve og det er det rollen Charlene er. ... Hun sagde, 'Så længe det sker mellem 'Værsgo' og 'Tak', er jeg villig til at gøre hvad som helst" Og jeg sagde, "Det er lige min skuespiller." Jeg elskede at hun havde den holdning."[1]
- Melissa Leo som Alice Ward, mor til begge boksere og syv ekstra søskende, alle søstre.
- Jack McGee som George Ward, Micky's far.
- Frank Renzulli som Sal LoNano
- Mickey O'Keefe som sig selv: Lowell, Massachusetts, politi-sergenten O'Keefe var Ward's virkelige livstræner. O'Keefe, som aldrig havde spillet skuespil, var tøvende i starten, men Wahlberg fortalte ham, at han kunne gøre det, fordi som en politibetjent, er han nødt til at tage handling og tænke hurtigt på fødderne.
- Chanty Sok som Karen, Dickys kokainvrag-kæreste: Hun er en ægte indfødt i Lowell i Massachusetts.
- Erica McDermott som Micky's søster Cindy "Tar" Eklund
- Melissa McMeekin som Micky's søster "Little" Alice Eklund
- Bianca Hunter som Micky's søster Cathy "Pork" Eklund
- Dendrie Taylor som Micky's søster Gail "Red Dog" Eklund Carney
- Kate O'Brien som Micky's søster Phyllis "Beaver" Eklund
- Jenna Lamia som Micky's søster Sherri Ward
- Jill Quigg som Micky's søster Donna Eklund
- Imdad Miah som Terry Mason
- Caitlin Dwyer som Kasie Ward, Micky's datter
- Joshua Dugay som Young Dicky Eklund
- David Walker som referee

## Produktion
Scout Productions erhvervede filmrettighederne af bokseren Micky Ward og hans bror Dick Eklund, i juli 2003. Eric Johnson og Paul Tamasy blev også hyret til at skrive manuskriptet, som blev omskrevet af Lewis Colick. Mark Wahlberg tiltrådte produktionen i begyndelsen af 2005, med den hensigt at gøre Wards livshistorie "retfærdig".
Filmen blev filmet på location i Ward's hjemby Lowell i Massachusetts. Dens boksekampe blev skudt på Tsongas Center at UMass Lowell, og fitnesscenter-kulisserne i Arthur Ramalho West End Gym, en af virkelighedens faciliteter, hvor Ward havde trænet. 
Kate O'Brien, der spiller "Beaver" Eklund, en af Ward's ildelugtende spydige søstre, er talkshow-værten Conan O'Brien's søster. The Fighter markerer O'Brien's filmskuespils-debut.
The Fighter har modtaget kritik. Kritikere har rost præstationerne Wahlberg, Bale, Adams og Leo. Rotten Tomatoes rapporterer, at 90% af kritikere har givet filmen en positiv anmeldelse, der er baseret på 174 anmeldelser, med en gennemsnitlig score på 7.9/10.